# Список Героев Советского Союза (Крюков — Кузнецов)
В настоящем списке представлены в алфавитном порядке все Герои Советского Союза, чьи фамилии начинаются с буквы «К» (всего 1760 человек, из которых 22 удостоены звания дважды и один — И. Н. Кожедуб — трижды). Список содержит даты Указов Президиума Верховного Совета СССР о присвоении звания, информацию о роде войск, должности и воинском звании Героев на дату представления к присвоению звания Героя Советского Союза, годах их жизни.
Ударения в фамилиях Героев приведены по книге «Герои Советского Союза: Краткий биографический словарь / Пред. ред. коллегии И. Н. Шкадов. — М.: Воениздат, 1987. — Т. 1 /Абаев — Любичев/. — 911 с. — 100 000 экз. — ISBN отс., Рег. № в РКП 87-95382.».
- Персиковым цветом  в таблице выделены Герои, удостоенные звания дважды и более раз.
- Серым цветом  в таблице выделены Герои, представленные к званию посмертно.

| Навигационная таблица | Навигационная таблица                |
| --------------------- | ------------------------------------ |
| «К»                   | Кабак Николай — Калинин Николай      |
| «К»                   | Калинин Степан — Кармацкий Владимир  |
| «К»                   | Кармацкий Тимофей — Кживонь Анеля    |
| «К»                   | Киба Григорий — Клевцов Сергей       |
| «К»                   | Клейбус Фёдор — Коваленко Сергей     |
| «К»                   | Коваленко Юрий — Колдубов Михаил     |
| «К»                   | Колдунов Александр — Компанеец Фёдор |
| «К»                   | Компаниец Алексей — Копытин Михаил   |
| «К»                   | Копытов Михаил — Корчагин Лев        |
| «К»                   | Корчак Иосиф — Котов Николай         |
| «К»                   | Котов Сергей — Краснов Анатолий      |
| «К»                   | Краснов Виктор — Крюков Василий      |
| «К»                   | Крюков Владимир — Кузнецов Николай   |
| «К»                   | Кузнецов Павел — Кунавин Григорий    |
| «К»                   | Кунгурцев Евгений — Кянжин Пантелей  |

| № п/п | Фамилия Имя Отчество                                                | Дата Указа            | Род войск                           | Должность | Звание                     | Годы жизни              | БС ГС НЛ                        |
| ----- | ------------------------------------------------------------------- | --------------------- | ----------------------------------- | --- | -------------------------- | ----------------------- | ------------------------------- |
| 1402  | Крю́ков Владимир Викторович                                          | 06.04.1945            | генерал                             | командир 2-го гвардейского кавалерийского корпуса 1-го Белорусского фронта | гвардии генерал-лейтенант  | 15.07.1897 — 16.08.1959 | [ БС 1 ] [ ГС 1 ] [ НЛ 1 ]      |
| 1403  | Крю́ков Иван Игнатьевич бел. Крукаў Іван Ігнатавіч                   | 10.01.1944            | Авточасти и шофёры всех родов войск | старший шофёр мостовой роты 15-го отдельного моторизированного понтонно-мостового батальона 6-й понтонно-мостовой бригады Воронежского фронта | ефрейтор                   | 10.01.1910 — 20.06.1994 | [ БС 1 ] [ ГС 2 ] [ НЛ 2 ]      |
| 1404  | Крю́ков Константин Алексеевич                                        | 29.03.1944            | авиация                             | заместитель командира эскадрильи 12-го гвардейского истребительного авиационного полка 320-й истребительной авиационной дивизии 1-й воздушной истребительной армии Войск ПВО страны | гвардии старший лейтенант  | 08.06.1922 — 11.01.1979 | [ БС 1 ] [ ГС 3 ] [ НЛ 3 ]      |
| 1405  | Крю́ков Николай Васильевич                                           | 16.09.1941            | авиация                             | командир эскадрильи 53-го дальнебомбардировочного авиационного полка 40-й дальнебомбардировочной авиационной дивизии Дальнебомбардировочной авиации | капитан                    | 22.05.1907 — 20.05.1942 | ——                              |
| 1406  | Крю́ков Павел Павлович                                               | 24.05.1943            | авиация                             | штурман 16-го гвардейского истребительного авиационного полка 216-й смешанной авиационной дивизии 4-й воздушной армии Северо-Кавказского фронта | гвардии майор              | 15.12.1906 — 11.11.1974 | [ БС 2 ] [ ГС 5 ] [ НЛ 4 ]      |
| 1407  | Крю́ков Пётр Васильевич                                              | 27.06.1945            | пехота                              | командир взвода 175-го гвардейского стрелкового полка 58-й гвардейской стрелковой дивизии 5-й гвардейской армии 1-го Украинского фронта | гвардии старшина           | 21.08.1915 — 23.01.1945 | [ БС 3 ] [ ГС 6 ] [ НЛ 5 ]      |
| 1408  | Крюче́нко Владимир Филиппович укр. Крюченко Володимир Пилипович      | 10.04.1945            | пехота                              | пулемётчик 133-го стрелкового полка 72-й стрелковой дивизии 21-й армии 1-го Украинского фронта | красноармеец               | 07.01.1926 — 11.11.1993 | [ БС 3 ] [ ГС 7 ] [ НЛ 6 ]      |
| 1409  | Крючко́в Абрам Иванович                                              | 21.07.1941            | пехота                              | стрелок 1075-го стрелкового полка 316-й стрелковой дивизии 16-й армии Западного фронта | красноармеец               | 1910 — 16.11.1941       | [ БС 3 ] [ ГС 8 ] [ НЛ 7 ]      |
| 1410  | Крючко́в Василий Егорович                                            | 15.05.1946            | авиация                             | командир эскадрильи 163-го гвардейского истребительного авиационного полка 229-й истребительной авиационной дивизии 4-й воздушной армии 2-го Белорусского фронта | гвардии капитан            | 22.10.1921 — 02.01.1985 | [ БС 3 ] [ ГС 9 ] [ НЛ 8 ]      |
| 1411  | Крючко́в Иван Константинович                                         | 22.07.1944            | пехота                              | командир взвода 92-й гвардейской отдельной разведывательной роты 90-й гвардейской стрелковой дивизии 4-й ударной армии 1-го Прибалтийского фронта | гвардии старший сержант    | 23.07.1912 — 20.12.1985 | [ БС 3 ] [ ГС 10 ] [ НЛ 9 ]     |
| 1412  | Крючко́в Фёдор Антонович                                             | 10.01.1944            | пехота                              | наводчик станкового пулемёта 659-го стрелкового полка 155-й стрелковой дивизии 27-й армии Воронежского фронта | красноармеец               | 06.06.1913 — 06.01.1944 | [ БС 3 ] [ ГС 11 ] [ НЛ 10 ]    |
| 1413  | Кря́жев Василий Ильич                                                | 27.02.1945            | пехота                              | командир батальона 961-го стрелкового полка 274-й стрелковой дивизии 69-й армии 1-го Белорусского фронта | майор                      | 22.04.1918 — 24.05.2000 | [ БС 3 ] [ ГС 12 ] [ НЛ 11 ]    |
| 1414  | Ксе́ндзов Григорий Васильевич бел. Ксяндзоў Рыгор Васілевіч          | 15.05.1946            | авиация                             | штурман эскадрильи 33-го гвардейского бомбардировочного авиационного полка 12-й бомбардировочной авиационной дивизии 3-го гвардейского бомбардировочного авиационного корпуса 18-й воздушной армии | гвардии капитан            | 23.04.1916 — 01.11.2006 | [ БС 4 ] [ ГС 13 ] [ НЛ 12 ]    |
| 1415  | Ксенофо́нтов Александр Кузьмич                                       | 21.03.1940            | пехота                              | пулемётчик 169-го стрелкового полка 86-й мотострелковой дивизии 7-й армии Северо-Западного фронта | красноармеец               | 1910 — 13.03.1940       | [ БС 4 ] [ ГС 14 ] [ НЛ 13 ]    |
| 1416  | Ксенофо́нтов Александр Сергеевич                                     | 19.04.1945            | генерал                             | командир 54-го стрелкового корпуса 43-й армии 3-го Белорусского фронта | генерал-лейтенант          | 29.08.1895 — 23.08.1966 | [ БС 4 ] [ ГС 15 ] [ НЛ 14 ]    |
| 1417  | Ксы́нкин Алексей Николаевич                                          | 15.01.1944            | пехота                              | командир взвода 29-го гвардейского стрелкового полка 12-й гвардейской стрелковой дивизии 61-й армии Центрального фронта | гвардии лейтенант          | 15.03.1923 — 12.02.1984 | [ БС 4 ] [ ГС 16 ] [ НЛ 15 ]    |
| 1418  | Кубака́ев Тимирай Кубакаевич                                         | 31.03.1943            | пехота                              | командир взвода автоматчиков 130-го гвардейского стрелкового полка 44-й гвардейской стрелковой дивизии 1-й гвардейской армии Юго-Западного фронта | гвардии младший сержант    | 01.07.1919 — 15.01.1943 | [ БС 4 ] [ ГС 17 ] [ НЛ 16 ]    |
| 1419  | Ку́барев Василий Николаевич                                          | 28.09.1943            | авиация                             | командир эскадрильи 65-го гвардейского истребительного авиационного полка 4-й гвардейской истребительной авиационной дивизии 15-й воздушной армии Брянского фронта | гвардии майор              | 30.01.1918 — 17.11.2006 | [ БС 4 ] [ ГС 18 ] [ НЛ 17 ]    |
| 1420  | Куба́сов Валерий Николаевич                                          | 22.10.1969 22.07.1975 | космонавт                           | бортинженер космического корабля «Союз-6» бортинженер космического корабля «Союз-19» по программе ЭПАС | —                          | 07.01.1935 — 19.02.2014 | ——                              |
| 1421  | Кубли́цкий Алексей Александрович бел. Кубліцкі Аляксей Аляксандравіч | 24.03.1945            | связисты                            | командир отделения роты связи 30-го стрелкового полка 102-й стрелковой дивизии 48-й армии 1-го Белорусского фронта | старший сержант            | 01.10.1919 — 13.06.1989 | [ БС 5 ] [ ГС 20 ] [ НЛ 18 ]    |
| 1422  | Кубы́шкин Павел Антонович                                            | 24.03.1945            | танкист                             | командир танковой роты 172-го танкового батальона 202-й танковой бригады 19-го танкового корпуса 4-го Украинского фронта | старший лейтенант          | 29.08.1920 — 25.03.1977 | [ БС 6 ] [ ГС 21 ] [ НЛ 19 ]    |
| 1423  | Кубы́шко Георгий Иванович                                            | 15.01.1944            | инженер                             | командир взвода 85-го отдельного моторизированного понтонно-мостового батальона 61-й армии Центрального фронта | лейтенант                  | 1907 — 11.02.1945       | [ БС 6 ] [ ГС 22 ] [ НЛ 20 ]    |
| 1424  | Кува́шев Александр Фёдорович                                         | 20.12.1943            | пехота                              | командир батальона 38-го гвардейского стрелкового полка 14-й гвардейской стрелковой дивизии 57-й армии Степного фронта | гвардии капитан            | 29.11.1910 — 26.09.1943 | [ БС 6 ] [ ГС 23 ] [ НЛ 21 ]    |
| 1425  | Куве́рский Леонид Романович                                          | 09.10.1981            | морской флот                        | командир атомного ракетного подводного крейсера стратегического назначения К-447 41-й дивизии подводных лодок Северного флота | капитан 1-го ранга         | род. 04.12.1938         | ——                              |
| 1426  | Куви́ка Иван Иванович укр. Кувіка Іван Іванович                      | 15.01.1944            | инженер                             | полковой инженер 29-го гвардейского стрелкового полка 12-й гвардейской стрелковой дивизии 61-й армии Центрального фронта | гвардии капитан            | 21.05.1919 — 02.05.1982 | [ БС 6 ] [ ГС 25 ] [ НЛ 22 ]    |
| 1427  | Ку́вин Иван Иванович                                                 | 19.03.1944            | инженер                             | сапёр 28-го гвардейского отдельного сапёрного батальона 25-й гвардейской стрелковой дивизии 6-й армии Юго-Западного фронта | гвардии красноармеец       | 17.08.1910 — 27.09.1943 | [ БС 6 ] [ ГС 26 ] [ НЛ 23 ]    |
| 1428  | Кувши́нов Александр Кузьмич                                          | 20.06.1942            | авиация                             | командир звена 51-го дальнебомбардировочного авиационного полка 52-й дальнебомбардировочной авиационной дивизии Дальнебомбардировочной авиации | капитан                    | 20.08.1917 — 26.06.1942 | [ БС 6 ] [ ГС 27 ] [ НЛ 24 ]    |
| 1429  | Кувши́нов Леонид Михайлович                                          | 09.09.1957            | авиация                             | лётчик-испытатель Государственного Краснознамённого научно-испытательного института ВВС | полковник                  | 05.08.1914 — 18.08.1973 | ——                              |
| 1430  | Кудако́вский Лев Власович укр. Кудаковський Лев Власович             | 22.07.1944            | пехота                              | командир батальона 992-го стрелкового полка 306-й стрелковой дивизии 43-й армии 1-го Прибалтийского фронта | майор                      | 29.09.1918 — 29.07.1944 | [ БС 8 ] [ ГС 29 ] [ НЛ 25 ]    |
| 1431  | Куда́рь Пётр Сергеевич укр. Кудар Петро Сергійович                   | 20.11.1941            | авиация                             | командир эскадрильи 249-го истребительного авиационного полка 44-й истребительной авиационной дивизии ВВС 6-й армии Юго-Западного фронта | лейтенант                  | 05.10.1913 — 30.10.1941 | [ БС 8 ] [ ГС 30 ] [ НЛ 26 ]    |
| 1432  | Куда́чкин Михаил Фёдорович                                           | 15.05.1946            | пехота                              | командир батальона 601-го стрелкового полка 82-й стрелковой дивизии 47-й армии 1-го Белорусского фронта | капитан                    | 02.11.1923 — 08.10.2010 | [ БС 8 ] [ ГС 31 ] [ НЛ 27 ]    |
| 1433  | Куда́шев Идрис Моисеевич тат. Кудашев Идрис Муса улы                 | 21.03.1940            | пехота                              | командир взвода 68-го стрелкового полка 70-й стрелковой дивизии 7-й армии Северо-Западного фронта | младший комвзвод           | 23.09.1914 — 09.05.1970 | [ БС 8 ] [ ГС 32 ] [ НЛ 28 ]    |
| 1434  | Куда́шкин Иван Степанович                                            | 26.06.1991            | авиация                             | командир звена 36-го гвардейского бомбардировочного авиационного полка 202-й бомбардировочной авиационной дивизии 2-й воздушной армии 1-го Украинского фронта | гвардии лейтенант          | 14.07.1922 — 31.03.1944 | [ БС 9 ] [ ГС 33 ] [ НЛ 29 ]    |
| 1435  | Кудашо́в Владимир Петрович                                           | 24.03.1945            | инженер                             | командир отделения 7-го отдельного моторизированного понтонно-мостового батальона 1-й понтонно-мостовой бригады 46-й армии 2-го Украинского фронта | сержант                    | 26.06.1918 — 20.10.1976 | [ БС 8 ] [ ГС 34 ] [ НЛ 30 ]    |
| 1436  | Кудашо́в Георгий Максимович                                          | 15.01.1944            | пехота                              | командир пулемётного взвода 391-го стрелкового полка 170-й стрелковой дивизии 48-й армии Центрального фронта | старшина                   | 07.01.1919 — 15.12.2007 | [ БС 10 ] [ ГС 35 ] [ НЛ 31 ]   |
| 1437  | Куде́рский Афанасий Иович укр. Кудерський Опанас Йовович             | 16.05.1944            | морской флот                        | командир отряда торпедных катеров 1-й бригады торпедных катеров Черноморского флота | капитан-лейтенант          | 02.05.1904 — 23.05.1966 | [ БС 11 ] [ ГС 36 ] [ НЛ 32 ]   |
| 1438  | Куди́мов Павел Васильевич                                            | 29.10.1943            | пехота                              | командир взвода 979-го стрелкового полка 253-й стрелковой дивизии 40-й армии Воронежского фронта | старшина                   | 1899 — 27.10.1943       | [ БС 11 ] [ ГС 37 ] [ НЛ 33 ]   |
| 1439  | Ку́дин Иван Назарович укр. Кудін Іван Назарович                      | 24.03.1945            | артиллерия                          | командир огневого взвода 753-го стрелкового полка 192-й стрелковой дивизии 31-й армии 3-го Белорусского фронта | старшина                   | 03.05.1923 — 24.11.1983 | [ БС 11 ] [ ГС 38 ] [ НЛ 34 ]   |
| 1440  | Куди́нов Дмитрий Ефремович                                           | 24.03.1945            | пехота                              | командир пулемётного взвода 169-го гвардейского стрелкового полка 1-й гвардейской стрелковой дивизии 11-й гвардейской армии 3-го Белорусского фронта | гвардии старший лейтенант  | 06.11.1916 — 25.07.1972 | [ БС 11 ] [ ГС 39 ] [ НЛ 35 ]   |
| 1441  | Кудрева́тов Андрей Иванович                                          | 23.10.1943            | пехота                              | командир отделения 957-го стрелкового полка 309-й стрелковой дивизии 40-й армии Воронежского фронта | сержант                    | 04.07.1913 — 15.04.1971 | [ БС 11 ] [ ГС 40 ] [ НЛ 36 ]   |
| 1442  | Ку́дрин Владимир Трофимович                                          | 10.04.1945            | пехота                              | командир отделения 340-го гвардейского стрелкового полка 121-й гвардейской стрелковой дивизии 13-й армии 1-го Украинского фронта | гвардии младший сержант    | 22.02.1924 — 15.11.1995 | [ БС 11 ] [ ГС 41 ] [ НЛ 37 ]   |
| 1443  | Ку́дрин Дмитрий Феопемтович                                          | 30.10.1943            | пехота                              | помощник командира взвода пешей разведки 120-го стрелкового полка 69-й стрелковой дивизии 65-й армии Центрального фронта | старший сержант            | 08.11.1908 — 22.11.1991 | [ БС 11 ] [ ГС 42 ] [ НЛ 38 ]   |
| 1444  | Ку́дрин Иван Степанович                                              | 20.11.1941            | танкист                             | механик-водитель танка 46-го танкового полка 46-й танковой бригады 7-й отдельной армии | красноармеец               | 21.11.1921 — 04.05.1994 | [ БС 12 ] [ ГС 43 ] [ НЛ 39 ]   |
| 1445  | Ку́дрин Роман Степанович                                             | 31.05.1945            | пехота                              | командир батальона 82-го стрелкового полка 33-й стрелковой дивизии 3-й ударной армии 1-го Белорусского фронта | капитан                    | 24.07.1916 — 09.01.2003 | [ БС 13 ] [ ГС 44 ] [ НЛ 40 ]   |
| 1446  | Ку́дря Иван Данилович укр. Кудря Іван Данилович                      | 08.05.1965            | нквд                                | командир разведывательно-диверсионной группы в Киеве | лейтенант                  | 07.07.1912 — 07.11.1942 | ——                              |
| 1447  | Ку́дря Николай Данилович                                             | 24.05.1943            | авиация                             | старший лётчик 45-го истребительного авиационного полка 216-й смешанной авиационной дивизии 4-й воздушной армии Северо-Кавказского фронта | младший лейтенант          | 07.11.1921 — 26.05.1943 | [ БС 13 ] [ ГС 46 ] [ НЛ 41 ]   |
| 1448  | Кудряви́цкий Давид Абрамович                                         | 15.01.1944            | пехота                              | командир роты 29-го гвардейского стрелкового полка 12-й гвардейской стрелковой дивизии 61-й армии Центрального фронта | гвардии лейтенант          | 07.02.1919 — 01.10.1943 | [ БС 13 ] [ ГС 47 ] [ НЛ 42 ]   |
| 1449  | Кудря́вцев Александр Георгиевич                                      | 25.10.1943            | инженер                             | сапёр 131-го отдельного сапёрного батальона 23-й стрелковой дивизии 47-й армии Воронежского фронта | красноармеец               | 1923 — 24.09.1943       | [ БС 13 ] [ ГС 48 ] [ НЛ 43 ]   |
| 1450  | Кудря́вцев Александр Сергеевич                                       | 15.05.1946            | танкист                             | командир танка 11-го гвардейского отдельного мотоциклетного батальона 1-го гвардейского механизированного корпуса 4-й гвардейской армии 3-го Украинского фронта | гвардии лейтенант          | 12.03.1909 — 11.04.1945 | [ БС 13 ] [ ГС 49 ] [ НЛ 44 ]   |
| 1451  | Кудря́вцев Виктор Васильевич                                         | 10.04.1945            | авиация                             | заместитель командира эскадрильи 140-го гвардейского штурмового авиационного полка 8-й гвардейской штурмовой авиационной дивизии 2-й воздушной армии 1-го Украинского фронта | гвардии лейтенант          | 22.11.1922 — 01.02.1945 | [ БС 13 ] [ ГС 50 ] [ НЛ 45 ]   |
| 1452  | Кудря́вцев Никифор Лаврентьевич укр. Кудрявцев Никифор Лаврентійович | 24.07.1941            | пехота                              | командир взвода 90-го стрелкового полка 95-й стрелковой дивизии 9-й армии Южного фронта | младший лейтенант          | 15.04.1915 — 08.07.1941 | [ БС 13 ] [ ГС 51 ] [ НЛ 46 ]   |
| 1453  | Кудря́вцев Николай Гаврилович                                        | 18.08.1945            | авиация                             | командир звена 637-го штурмового авиационного полка 227-й штурмовой авиационной дивизии 8-й воздушной армии 4-го Украинского фронта | лейтенант                  | 19.11.1922 — 22.12.1991 | [ БС 14 ] [ ГС 52 ] [ НЛ 47 ]   |
| 1454  | Кудря́вцев Сергей Сергеевич                                          | 18.08.1945            | авиация                             | штурман звена 373-го бомбардировочного авиационного полка 188-й бомбардировочной авиационной дивизии 15-й воздушной армии 2-го Прибалтийского фронта | старший лейтенант          | 05.10.1920 — 09.10.1973 | [ БС 15 ] [ ГС 53 ] [ НЛ 48 ]   |
| 1455  | Кудря́шев Герасим Павлович (Кудряшов Герасим Павлович)               | 10.04.1945            | артиллерия                          | командир орудия артиллерийского дивизиона 23-й гвардейской мотострелковой бригады 7-го гвардейского танкового корпуса 3-й гвардейской танковой армии 1-го Украинского фронта | гвардии старший сержант    | 14.03.1910 — 15.07.1979 | [ БС 15 ] [ ГС 54 ] [ НЛ 49 ]   |
| 1456  | Кудря́шев Николай Петрович (Кудряшов Николай Петрович)               | 10.01.1944            | пехота                              | исполняющий обязанности командира взвода 520-го стрелкового полка 167-й стрелковой дивизии 38-й армии 1-го Украинского фронта | старший сержант            | 07.04.1922 — 23.03.1973 | ——                              |
| 1457  | Кудряшо́в Владимир Исидорович укр. Кудряшов Володимир Сидорович      | 02.05.1945            | партизан                            | активный участник партизанской борьбы на Украине, член Киевского подпольного горкома КП(б)У | —                          | 21.10.1909 — 15.07.1942 | [ БС 15 ] [ ГС 56 ] [ НЛ 51 ]   |
| 1458  | Кудряшо́в Константин Михайлович                                      | 05.11.1944            | авиация                             | командир эскадрильи 22-го гвардейского авиационного полка 5-й гвардейской авиационной дивизии 4-го гвардейского авиационного корпуса Авиации дальнего действия | гвардии майор              | 09.09.1913 — 01.06.1990 | [ БС 15 ] [ ГС 57 ] [ НЛ 52 ]   |
| 1459  | Кудряшо́в Сергей Александрович                                       | 18.08.1945            | авиация                             | заместитель командира эскадрильи 189-го гвардейского штурмового авиационного полка 196-й штурмовой авиационной дивизии 4-й воздушной армии 2-го Белорусского фронта | гвардии старший лейтенант  | 21.03.1921 — 02.09.1987 | [ БС 15 ] [ ГС 58 ] [ НЛ 53 ]   |
| 1460  | Кужако́в Мурат Галлямович баш. Ҡужаҡов Морат Ғәлләм улы              | 15.01.1944            | кавалерия                           | командир сабельного отделения 58-го гвардейского кавалерийского полка 16-й гвардейской кавалерийской дивизии 7-го гвардейского кавалерийского корпуса Центрального фронта | гвардии старший сержант    | 10.03.1904 — 03.11.1986 | [ БС 16 ] [ ГС 59 ] [ НЛ 54 ]   |
| 1461  | Кузако́в Степан Алексеевич                                           | 29.06.1945            | инженер                             | командир сапёрного взвода 304-го гвардейского стрелкового полка 100-й гвардейской стрелковой дивизии 9-й гвардейской армии 3-го Украинского фронта | гвардии старшина           | 14.09.1914 — 23.04.1991 | [ БС 17 ] [ ГС 60 ] [ НЛ 55 ]   |
| 1462  | Кузе́нко Геннадий Артёмович                                          | 10.04.1945            | артиллерия                          | командир батареи 238-го гвардейского истребительно-противотанкового артиллерийского полка 10-й гвардейской отдельной истребительно-противотанковой артиллерийской бригады РГК в составе войск 1-го Украинского фронта | гвардии капитан            | 07.07.1923 — 30.10.2007 | [ БС 17 ] [ ГС 61 ] [ НЛ 56 ]   |
| 1463  | Кузёнов Иван Петрович                                               | 28.09.1943            | авиация                             | лётчик 66-го гвардейского истребительного авиационного полка 4-й гвардейской истребительной авиационной дивизии 1-го гвардейского истребительного авиационного корпуса 15-й воздушной армии Брянского фронта | гвардии младший лейтенант  | 13.03.1922 — 27.07.1999 | [ БС 17 ] [ ГС 62 ] [ НЛ 57 ]   |
| 1464  | Ку́зин Александр Григорьевич                                         | 23.02.1945            | авиация                             | штурман 90-го гвардейского штурмового авиационного полка 4-й гвардейской штурмовой авиационной дивизии 5-го штурмового авиационного корпуса 2-й воздушной армии 1-го Украинского фронта | гвардии майор              | 20.08.1914 — 25.02.1990 | [ БС 17 ] [ ГС 63 ] [ НЛ 58 ]   |
| 1465  | Ку́зин Алексей Николаевич                                            | 29.10.1943            | пехота                              | командир взвода 529-го стрелкового полка 163-й стрелковой дивизии 38-й армии Воронежского фронта | младший лейтенант          | 23.03.1923 — 08.02.1982 | [ БС 17 ] [ ГС 64 ] [ НЛ 59 ]   |
| 1466  | Ку́зин Иван Васильевич                                               | 22.02.1944            | пехота                              | командир отделения пулемётной роты 310-го гвардейского стрелкового полка 110-й гвардейской стрелковой дивизии 37-й армии Степного фронта | гвардии старший сержант    | 1916 — 24.10.1943       | [ БС 17 ] [ ГС 65 ] [ НЛ 60 ]   |
| 1467  | Ку́зин Илья Николаевич                                               | 16.02.1942            | партизан                            | активный участник партизанской борьбы в Смоленской и Московской областях, командир группы подрывников Волоколамского партизанского отряда № 1 | —                          | 01.08.1919 — 28.04.1960 | [ БС 18 ] [ ГС 66 ] [ НЛ 61 ]   |
| 1468  | Кузми́нов Михаил Яковлевич                                           | 10.01.1944            | пехота                              | командир 48-го стрелкового полка 38-й стрелковой дивизии 40-й армии Воронежского фронта | майор                      | 01.12.1910 — 26.11.1995 | [ БС 19 ] [ ГС 67 ] [ НЛ 62 ]   |
| 1469  | Кузнецо́в Александр Александрович                                    | 02.12.1942            | пехота                              | командир батальона 119-го гвардейского стрелкового полка 40-й гвардейской стрелковой дивизии 1-й гвардейской армии Сталинградского фронта | гвардии капитан            | 07.11.1915 — 21.08.1942 | [ БС 19 ] [ ГС 68 ] [ НЛ 63 ]   |
| 1470  | Кузнецо́в Александр Алексеевич                                       | 06.12.1949            | авиация                             | начальник Главного управления Северного морского пути при Совете министров СССР | генерал-майор авиации      | 23.04.1904 — 07.08.1966 | ——                              |
| 1471  | Кузнецо́в Александр Михайлович                                       | 16.10.1943            | артиллерия                          | командир роты противотанковых ружей 229-го стрелкового полка 8-й стрелковой дивизии 13-й армии Центрального фронта | старший лейтенант          | 19.06.1922 — 16.04.2022 | [ БС 19 ] [ ГС 70 ] [ НЛ 64 ]   |
| 1472  | Кузнецо́в Александр Николаевич                                       | 26.10.1943            | артиллерия                          | командир орудия 87-го гвардейского отдельного истребительно-противотанкового артиллерийского дивизиона 81-й гвардейской стрелковой дивизии 7-й гвардейской армии Степного фронта | гвардии старший сержант    | 1923 — 25.10.1943       | [ БС 19 ] [ ГС 71 ] [ НЛ 65 ]   |
| 1473  | Кузнецо́в Алексей Иванович                                           | 24.03.1945            | артиллерия                          | помощник командира взвода управления батареи 507-го истребительно-противотанкового артиллерийского полка 5-й ударной армии 1-го Белорусского фронта | старшина                   | 15.09.1919 — 09.06.1985 | [ БС 19 ] [ ГС 72 ] [ НЛ 66 ]   |
| 1474  | Кузнецо́в Алексей Кириллович                                         | 22.02.1943            | пехота                              | начальник штаба 273-го стрелкового полка 104-й стрелковой дивизии 14-й армии Северного фронта | майор                      | 12.03.1901 — 28.08.1941 | [ БС 19 ] [ ГС 73 ] [ НЛ 67 ]   |
| 1475  | Кузнецо́в Анатолий Иванович                                          | 22.02.1943            | авиация                             | штурман 4-го гвардейского истребительного авиационного полка 61-й истребительной авиационной бригады ВВС Балтийского флота | гвардии капитан            | 27.02.1914 — 19.01.1943 | [ БС 20 ] [ ГС 74 ] [ НЛ 68 ]   |
| 1476  | Кузнецо́в Анатолий Семёнович                                         | 29.06.1945            | пехота                              | командир пулемётного расчёта 84-го гвардейского стрелкового полка 33-й гвардейской стрелковой дивизии 43-й армии 3-го Белорусского фронта | гвардии сержант            | 01.04.1926 — 28.12.1996 | [ БС 21 ] [ ГС 75 ] [ НЛ 69 ]   |
| 1477  | Кузнецо́в Борис Кириллович                                           | 22.02.1944            | связисты                            | командир отделения связи 791-го артиллерийского полка 254-й стрелковой дивизии 52-й армии Степного фронта | сержант                    | 26.12.1925 — 12.11.2020 | [ БС 21 ] [ ГС 76 ] [ НЛ 70 ]   |
| 1478  | Кузнецо́в Борис Львович укр. Кузнецов Борис Львович                  | 07.04.1940            | инженер                             | старшина 93-го сапёрного батальона 62-й стрелковой дивизии 13-й армии Северо-Западного фронта | старшина                   | 1914 — 22.09.1941       | [ БС 21 ] [ ГС 77 ] [ НЛ 71 ]   |
| 1479  | Кузнецо́в Василий Александрович                                      | 18.08.1945            | авиация                             | командир звена 6-го гвардейского отдельного штурмового авиационного полка 3-й воздушной армии 3-го Белорусского фронта | гвардии старший лейтенант  | 24.01.1923 — 06.12.2003 | [ БС 21 ] [ ГС 78 ] [ НЛ 72 ]   |
| 1480  | Кузнецо́в Василий Григорьевич                                        | 27.08.1943            | пехота                              | заместитель командира батальона 229-го гвардейского стрелкового полка 72-й гвардейской стрелковой дивизии 7-й гвардейской армии Воронежского фронта | гвардии старший лейтенант  | 05.06.1916 — 06.05.1945 | [ БС 21 ] [ ГС 79 ] [ НЛ 73 ]   |
| 1481  | Кузнецо́в Василий Иванович                                           | 29.05.1945            | генерал                             | командующий войсками 3-й ударной армии 1-го Белорусского фронта | генерал-полковник          | 15.01.1894 — 20.06.1964 | [ БС 21 ] [ ГС 80 ] [ НЛ 74 ]   |
| 1482  | Кузнецо́в Василий Михайлович                                         | 06.03.1945            | авиация                             | помощник по лётной подготовке и воздушном бою командира 1-го гвардейского минно-торпедного авиационного полка 8-й минно-торпедной авиационной дивизии ВВС Балтийского флота | гвардии майор              | 09.01.1910 — 19.07.1997 | [ БС 22 ] [ ГС 81 ] [ НЛ 75 ]   |
| 1483  | Кузнецо́в Виктор Игнатьевич                                          | 21.10.1965            | авиация                             | лётчик-испытатель Государственного Краснознамённого научно-испытательного института ВВС | полковник                  | 10.02.1923 — 24.12.1997 | ——                              |
| 1484  | Кузнецо́в Виктор Павлович                                            | 24.03.1945            | танкист                             | механик-водитель танка 252-го танкового полка 2-й механизированной бригады 5-го механизированного корпуса 6-й танковой армии 2-го Украинского фронта | младший сержант            | 12.03.1923 — 05.06.2002 | [ БС 23 ] [ ГС 83 ] [ НЛ 76 ]   |
| 1485  | Кузнецо́в Виктор Петрович                                            | 27.02.1945            | пехота                              | командир отделения 1052-го стрелкового полка 301-й стрелковой дивизии 5-й ударной армии 1-го Белорусского фронта | старший сержант            | 24.11.1924 — 10.12.1987 | [ БС 23 ] [ ГС 84 ] [ НЛ 77 ]   |
| 1486  | Кузнецо́в Владимир Иванович                                          | 22.02.1944            | пехота                              | командир взвода 276-го гвардейского стрелкового полка 92-й гвардейской стрелковой дивизии 37-й армии Степного фронта | гвардии младший лейтенант  | 16.06.1916 — 10.04.1987 | [ БС 23 ] [ ГС 85 ] [ НЛ 78 ]   |
| 1487  | Кузнецо́в Георгий Андреевич                                          | 06.03.1945            | авиация                             | заместитель командира эскадрильи 8-го гвардейского штурмового авиационного полка 11-й штурмовой авиационной дивизии ВВС Балтийского флота | гвардии старший лейтенант  | 03.07.1923 — 08.01.2008 | [ БС 23 ] [ ГС 86 ] [ НЛ 79 ]   |
| 1488  | Кузнецо́в Георгий Антонович                                          | 26.10.1943            | инженер                             | полковой инженер 229-го гвардейского стрелкового полка 72-й гвардейской стрелковой дивизии 7-й гвардейской армии Степного фронта | гвардии старший лейтенант  | 02.10.1922 — 07.12.2014 | [ БС 23 ] [ ГС 87 ] [ НЛ 80 ]   |
| 1489  | Кузнецо́в Георгий Степанович                                         | 13.09.1944            | пехота                              | командир взвода 55-го гвардейского стрелкового полка 20-й гвардейской стрелковой дивизии 37-й армии 3-го Украинского фронта | гвардии младший лейтенант  | 20.04.1924 — 18.01.1981 | [ БС 23 ] [ ГС 88 ] [ НЛ 81 ]   |
| 1490  | Кузнецо́в Григорий Дмитриевич                                        | 03.06.1944            | пехота                              | помощник командира взвода 93-й гвардейской отдельной разведывательной роты 88-й гвардейской стрелковой дивизии 8-й гвардейской армии 3-го Украинского фронта | гвардии старший сержант    | 18.06.1911 — 27.06.1953 | [ БС 24 ] [ ГС 89 ] [ НЛ 82 ]   |
| 1491  | Кузнецо́в Григорий Ильич чув. Кузнецов Григорий Ильич                | 24.03.1945            | пехота                              | командир отделения 1106-го стрелкового полка 331-й стрелковой дивизии 31-й армии 3-го Белорусского фронта | сержант                    | 14.10.1907 — 28.01.1974 | [ БС 25 ] [ ГС 90 ] [ НЛ 83 ]   |
| 1492  | Кузнецо́в Григорий Матвеевич                                         | 23.10.1943            | пехота                              | командир отделения 8-го отдельного гвардейского разведывательного батальона 7-го гвардейского танкового корпуса 3-й гвардейской танковой армии Воронежского фронта | гвардии старший сержант    | 14.10.1913 — 13.08.1977 | [ БС 25 ] [ ГС 91 ] [ НЛ 84 ]   |
| 1493  | Кузнецо́в Дмитрий Аркадьевич                                         | 06.04.1945            | комиссар                            | комсорг 23-го отдельного штурмового батальона 61-го стрелкового корпуса 69-й армии 1-го Белорусского фронта | младший лейтенант          | 1922 — 14.01.1945       | [ БС 25 ] [ ГС 92 ] [ НЛ 85 ]   |
| 1494  | Кузнецо́в Дмитрий Игнатьевич                                         | 31.08.1941            | пехота                              | командир 922-го стрелкового полка 250-й стрелковой дивизии 20-й армии Западного фронта | майор                      | 08.02.1903 — 28.07.1941 | [ БС 25 ] [ ГС 93 ] [ НЛ 86 ]   |
| 1495  | Кузнецо́в Евгений Иванович                                           | 10.01.1944            | танкист                             | командир танка Т-34 21-й гвардейской танковой бригады 5-го гвардейского танкового корпуса 1-й танковой армии Воронежского фронта | гвардии лейтенант          | 21.11.1923 — 07.08.1943 | [ БС 25 ] [ ГС 94 ] [ НЛ 87 ]   |
| 1496  | Кузнецо́в Иван Александрович                                         | 27.06.1945            | авиация                             | исполняющий обязанности командира эскадрильи 107-го гвардейского истребительного авиационного полка 11-й гвардейской истребительной авиационной дивизии 2-й воздушной армии 1-го Украинского фронта | гвардии старший лейтенант  | 05.01.1917 — 07.11.2005 | [ БС 25 ] [ ГС 95 ] [ НЛ 88 ]   |
| 1497  | Кузнецо́в Иван Алексеевич                                            | 13.09.1944            | пехота                              | командир взвода 429-го стрелкового полка 52-й стрелковой дивизии 57-й армии 3-го Украинского фронта | младший лейтенант          | 1922 — 13.04.1944       | [ БС 25 ] [ ГС 96 ] [ НЛ 89 ]   |
| 1498  | Кузнецо́в Иван Иванович                                              | 24.03.1945            | пехота                              | командир 413-го стрелкового полка 73-й стрелковой дивизии 48-й армии 1-го Белорусского фронта | майор                      | 14.01.1908 — 20.12.1992 | [ БС 25 ] [ ГС 97 ] [ НЛ 90 ]   |
| 1499  | Кузнецо́в Иван Лазаревич                                             | 17.04.1943            | нквд                                | командир батареи 34-го мотострелкового полка Орджоникидзевской дивизии войск НКВД Закавказского фронта | старший лейтенант          | 20.06.1913 — 14.11.1991 | [ БС 26 ] [ ГС 98 ] [ НЛ 91 ]   |
| 1500  | Кузнецо́в Иван Михайлович                                            | 15.05.1946            | авиация                             | командир эскадрильи 593-го штурмового авиационного полка 332-й штурмовой авиационной дивизии 4-й воздушной армии 2-го Белорусского фронта | капитан                    | 16.06.1916 — 11.12.1991 | [ БС 26 ] [ ГС 99 ] [ НЛ 92 ]   |
| 1501  | Кузнецо́в Иван Петрович                                              | 10.01.1944            | пехота                              | командир взвода разведки 520-го стрелкового полка 167-й стрелковой дивизии 38-й армии 1-го Украинского фронта | младший лейтенант          | 15.01.1922 — 08.05.1990 | [ БС 26 ] [ ГС 100 ] [ НЛ 93 ]  |
| 1502  | Кузнецо́в Иван Фёдорович                                             | 16.10.1943            | артиллерия                          | командир батареи 45-мм пушек 229-го стрелкового полка 8-й стрелковой дивизии 13-й армии Центрального фронта | лейтенант                  | 04.05.1922 — 29.09.1979 | [ БС 26 ] [ ГС 101 ] [ НЛ 94 ]  |
| 1503  | Кузнецо́в Иннокентий Васильевич                                      | 22.03.1991            | авиация                             | заместитель командира 30-го гвардейского истребительного авиационного полка 273-й истребительной авиационной дивизии 16-й воздушной армии Центрального фронта | гвардии капитан            | 12.12.1914 — 31.07.1996 | ——                              |
| 1504  | Кузнецо́в Кирилл Павлович                                            | 22.02.1944            | комиссар                            | заместитель по политической части командира 1118-го стрелкового полка 333-й стрелковой дивизии 6-й армии 3-го Украинского фронта | майор                      | 18.08.1910 — 29.03.1967 | [ БС 26 ] [ ГС 103 ] [ НЛ 95 ]  |
| 1505  | Кузнецо́в Константин Гаврилович                                      | 24.03.1945            | пехота                              | командир 99-го гвардейского стрелкового полка 31-й гвардейской стрелковой дивизии 11-й гвардейской армии 3-го Белорусского фронта | гвардии полковник          | 25.12.1912 — 27.11.1999 | [ БС 28 ] [ ГС 104 ] [ НЛ 96 ]  |
| 1506  | Кузнецо́в Константин Григорьевич                                     | 07.04.1940            | пехота                              | командир пулемётного взвода 15-го стрелкового полка 49-й стрелковой дивизии 13-й армии Северо-Западного фронта | младший комвзвод           | 05.03.1909 — 19.10.1994 | [ БС 29 ] [ ГС 105 ] [ НЛ 97 ]  |
| 1507  | Кузнецо́в Леонид Кузьмич                                             | 23.02.1945            | авиация                             | заместитель командира эскадрильи 806-го штурмового авиационного полка 206-й штурмовой авиационной дивизии 14-й воздушной армии 3-го Прибалтийского фронта | лейтенант                  | 07.11.1921 — 03.02.1987 | [ БС 29 ] [ ГС 106 ] [ НЛ 98 ]  |
| 1508  | Кузнецо́в Михаил Арсентьевич                                         | 14.02.1943            | пехота                              | заместитель командира роты автоматчиков 150-го гвардейского стрелкового полка 50-й гвардейской стрелковой дивизии в составе 5-й танковой армии Юго-Западного фронта | гвардии старший лейтенант  | 10.10.1919 — 30.10.2005 | [ БС 29 ] [ ГС 107 ] [ НЛ 99 ]  |
| 1509  | Кузнецо́в Михаил Васильевич                                          | 08.09.1943 27.06.1945 | авиация                             | командир 814-го истребительного авиационного полка 207-й истребительной авиационной дивизии 3-го смешанного авиационного корпуса 17-й воздушной армии Юго-Западного фронта командир 106-го гвардейского истребительного авиационного полка 11-й гвардейской истребительной авиационной дивизии 2-й гвардейского штурмового авиационного корпуса 2-й воздушной армии 1-го Украинского фронта | майор гвардии подполковник | 07.11.1913 — 15.12.1989 | [ БС 29 ] [ ГС 108 ] [ НЛ 100 ] |
| 1510  | Кузнецо́в Михаил Михайлович                                          | 10.04.1945            | пехота                              | стрелок 996-го стрелкового полка 286-й стрелковой дивизии 59-й армии 1-го Украинского фронта | красноармеец               | 19.07.1923 — 20.04.1997 | [ БС 29 ] [ ГС 109 ] [ НЛ 101 ] |
| 1511  | Кузнецо́в Михаил Петрович                                            | 22.02.1944            | инженер                             | командир отделения сапёрного взвода 78-го гвардейского стрелкового полка 25-й гвардейской стрелковой дивизии 8-й армии 3-го Украинского фронта | гвардии младший сержант    | 14.11.1923 — 02.02.1990 | [ БС 29 ] [ ГС 110 ] [ НЛ 102 ] |
| 1512  | Кузнецо́в Михаил Тихонович                                           | 22.07.1944            | пехота                              | командир взвода 1122-го стрелкового полка 334-й стрелковой дивизии 43-й армии 1-го Прибалтийского фронта | лейтенант                  | 29.01.1925 — 25.06.1944 | [ БС 30 ] [ ГС 111 ] [ НЛ 103 ] |
| 1513  | Кузнецо́в Николай Александрович                                      | 26.10.1944            | авиация                             | помощник по воздушно-стрелковой службе командира 760-го истребительного авиационного полка 324-й истребительной авиационной дивизии 7-й воздушной армии Карельского фронта | майор                      | 10.10.1918 — 24.10.1982 | [ БС 31 ] [ ГС 112 ] [ НЛ 104 ] |
| 1514  | Кузнецо́в Николай Алексеевич                                         | 10.01.1944            | комиссар                            | заместитель по политической части командира 465-го стрелкового полка 167-й стрелковой дивизии 38-й армии 1-го Украинского фронта | подполковник               | 25.12.1907 — 25.07.1992 | [ БС 31 ] [ ГС 113 ] [ НЛ 105 ] |
| 1515  | Кузнецо́в Николай Анатольевич                                        | 21.11.1985            | ГРУ                                 | командир группы 334-го отдельного отряда 15-й отдельной бригады специального назначения Главного разведывательного управления Генерального штаба Вооружённых сил СССР | лейтенант                  | 29.06.1962 — 21.04.1985 | ——                              |
| 1516  | Кузнецо́в Николай Васильевич                                         | 29.06.1945            | авиация                             | инспектор по технике пилотирования и теории полёта и заместитель по лётной части командира 58-го бомбардировочного авиационного полка 276-й бомбардировочной авиационной дивизии 1-й воздушной армии 3-го Белорусского фронта | гвардии майор              | 06.12.1912 — 29.01.1993 | [ БС 31 ] [ ГС 115 ] [ НЛ 106 ] |
| 1517  | Кузнецо́в Николай Васильевич                                         | 26.10.1944            | авиация                             | заместитель командира эскадрильи 70-го гвардейского штурмового авиационного полка 3-й гвардейской штурмовой авиационной дивизии 1-го смешанного авиационного корпуса 6-й воздушной армии 1-го Белорусского фронта | гвардии старший лейтенант  | 13.12.1921 — 14.04.1945 | [ БС 31 ] [ ГС 116 ] [ НЛ 107 ] |
| 1518  | Кузнецо́в Николай Герасимович                                        | 14.09.1945            | адмирал                             | народный комиссар Военно-Морского флота СССР, главнокомандующий Военно-Морскими силами СССР | адмирал флота              | 24.07.1904 — 06.12.1974 | [ БС 31 ] [ ГС 117 ] [ НЛ 108 ] |
| 1519  | Кузнецо́в Николай Иванович                                           | 05.11.1944            | нквд                                | разведчик партизанского отряда особого назначения «Победители» | —                          | 27.11.1911 — 09.03.1944 | ——                              |
| 1520  | Кузнецо́в Николай Иванович                                           | 19.04.1945            | артиллерия                          | командир орудия 369-го отдельного истребительно-противотанкового артиллерийского дивизиона 263-й стрелковой дивизии 43-й армии 3-го Белорусского фронта | старший сержант            | 29.04.1922 — 11.09.2008 | [ БС 33 ] [ ГС 119 ] [ НЛ 109 ] |
| 1521  | Кузнецо́в Николай Леонтьевич                                         | 31.05.1945            | пехота                              | командир батальона 1052-го стрелкового полка 301-й стрелковой дивизии 5-й ударной армии 1-го Белорусского фронта | капитан                    | 24.12.1909 — 12.12.1966 | [ БС 33 ] [ ГС 120 ] [ НЛ 110 ] |
| 1522  | Кузнецо́в Николай Павлович                                           | 27.06.1945            | авиация                             | командир звена 95-го гвардейского штурмового авиационного полка 5-й гвардейской штурмовой авиационной дивизии 2-го гвардейского штурмового авиационного корпуса 2-й воздушной армии 1-го Украинского фронта | гвардии лейтенант          | 22.04.1922 — 02.01.1997 | [ БС 33 ] [ ГС 121 ] [ НЛ 111 ] |
| 1523  | Кузнецо́в Николай Павлович                                           | 10.01.1944            | артиллерия                          | наводчик орудия артиллерийского дивизиона 69-й механизированной бригады 9-го механизированного корпуса 3-й гвардейской танковой армии Воронежского фронта | красноармеец               | 28.10.1923 — 07.02.2003 | [ БС 33 ] [ ГС 122 ] [ НЛ 112 ] |
| 1524  | Кузнецо́в Николай Фёдорович                                          | 01.05.1943            | авиация                             | заместитель командира эскадрильи 436-го истребительного авиационного полка 239-й истребительной авиационной дивизии 6-й воздушной армии Северо-Западного фронта | капитан                    | 26.12.1916 — 05.03.2000 | [ БС 33 ] [ ГС 123 ] [ НЛ 113 ] |

| Навигационная таблица | Навигационная таблица                |
| --------------------- | ------------------------------------ |
| «К»                   | Кабак Николай — Калинин Николай      |
| «К»                   | Калинин Степан — Кармацкий Владимир  |
| «К»                   | Кармацкий Тимофей — Кживонь Анеля    |
| «К»                   | Киба Григорий — Клевцов Сергей       |
| «К»                   | Клейбус Фёдор — Коваленко Сергей     |
| «К»                   | Коваленко Юрий — Колдубов Михаил     |
| «К»                   | Колдунов Александр — Компанеец Фёдор |
| «К»                   | Компаниец Алексей — Копытин Михаил   |
| «К»                   | Копытов Михаил — Корчагин Лев        |
| «К»                   | Корчак Иосиф — Котов Николай         |
| «К»                   | Котов Сергей — Краснов Анатолий      |
| «К»                   | Краснов Виктор — Крюков Василий      |
| «К»                   | Крюков Владимир — Кузнецов Николай   |
| «К»                   | Кузнецов Павел — Кунавин Григорий    |
| «К»                   | Кунгурцев Евгений — Кянжин Пантелей  |